# Frank Laubach
Frank Charles Laubach (Benton, 2 settembre 1884 – Syracuse, 11 giugno 1970) è stato un mistico, missionario cristiano evangelicale statunitense, noto come "L'Apostolo degli Analfabeti".
Nel 1935, mentre lavorava nelle Filippine, sviluppò il programma d'alfabetizzazione "Ognuno Insegna ad Ognuno" che è stato utilizzato per insegnare a circa 60 milioni di persone a leggere nella loro lingua. Egli si preoccupò profondamente della povertà, dell'ingiustizia e dell'analfabetismo e li considerò un ostacolo al raggiungimento della pace mondiale. Nel 1955 egli fondò l'associazione “Laubach Literacy" (“Alfabetizzazione secondo Laubach”) che si fuse nel 2002 con l'associazione “Literacy Volunteers of America, Inc.” (“Volontari dell'Alfabetizzazione d'America”) per formare la  “ ProLiteracy Worldwide” (“Pro Alfabetizzazione Mondiale”). Durante gli ultimi anni della sua vita, egli viaggiò in tutto il mondo per parlare su argomenti inerenti all'alfabetizzazione e la pace mondiale. Egli fu l'autore di una quantità di scritti religiosi e di opere inerenti all'alfabetizzazione.
Una delle sue opere devozionali di più ampia influenza è stato un opuscolo intitolato “Il Gioco con i Minuti”. In esso Laubach spinse i cristiani a tentare di pensare a Dio almeno un secondo in ogni minuto della giornata. In questa maniera i cristiani cercano di raggiungere l'attitudine di costante preghiera della quale si parla nella lettera ai Colossesi. L'opuscolo lodava le virtù di una vita vissuta mettendo Dio sempre più al centro. Laubach giunse a queste convinzioni attraverso i suoi esperimenti di preghiera minuziosamente descritti in una collezione delle sue lettere pubblicata con il titolo “Lettere di un Mistico Moderno”.
Degno di nota è stato l'interesse di Laubach per tutto ciò che riguarda le Filippine, profondamente radicato. Egli scrisse una biografia dell'eroe nazionale delle Filippine, „Jose Rizal: Uomo e Martire“, pubblicata a Manila nel 1936. Egli tradusse anche il poema di commiato dell'eroe “Mi Ultimo Adios” (“Il Mio Ultimo Commiato”) e la sua versione è catalogata al secondo posto - per quanto riguarda le idee, il contenuto, il ritmo e lo stile – tra le 35 traduzioni inglesi della collezione.
È considerato un pioniere della letteratura maranao.
Egli scrisse:

## Onorificenze e tributi
Laubach è l'unico missionario statunitense che sia stato effigiato in un francobollo degli Stati Uniti. Nel 1984 venne stampato un francobollo da 30 cent con il suo ritratto.